# Царство небесное (фильм)
«Ца́рство небе́сное» (англ. Kingdom of Heaven) — американская эпическая историческая драма 2005 года, пятнадцатый полнометражный фильм режиссёра Ридли Скотта по сценарию Уильяма Монахана. Главные роли исполнили Орландо Блум, Ева Грин, Гассан Масуд, Джереми Айронс, Дэвид Тьюлис, Брендан Глисон, Эдвард Нортон, Мартон Чокаш и Лиам Нисон. Фильм представляет собой сильно беллетризованное изображение событий, приведших к Третьему крестовому походу, в котором основное внимание уделяется Балиану из Ибелина, который сражается за защиту Иерусалимского королевства крестоносцев от султана Айюбидов Саладина.
Съёмки проходили в марокканском городе Варзазат, где Скотт ранее снимал «Гладиатора» и «Чёрного ястреба»; в Испании, в замке Лоарре (Уэска), Сеговии, Авиле, Пальма-дель-Рио, а также в севильском дворце Дом Пилата и средневековом форте Алькасар. Фильм был выпущен 6 мая 2005 года компанией 20th Century Fox в мире и Warner Bros. Pictures в Индии получил неоднозначные отзывы после выхода на экраны. Общемировые сборы составили 218 млн долларов.
Режиссёрская версия длится на 49 мин дольше, она вышла 23 декабря 2005 года и получила всеобщее признание кинокритиков, многие рецензенты именно её назвали лучшей и окончательной версией фильма.

## Сюжет
Южная Франция, 1184 год. Барон Годфрид Ибелинский отправляется с отрядом в Иерусалим. Проезжая через одну из деревень, отряд останавливается у кузнеца Балиана, в котором барон узнает своего сына. Годфрид сочувствует тому — у Балиана умер новорожденный сын, а жена наложила на себя руки — и рассказывает Балиану, что он его отец. Видя, что больше во Франции Балиана ничего не держит, Годфрид предлагает тому поехать с ним в Иерусалим и начать жизнь заново. Балиан отказывается.
Вечером к кузнецу приходит его сводный брат — священник и пытается уговорить его отправиться в Святую землю, дабы замолить грех жены, неосторожно заявляя, что, как полагается самоубийце, он приказал отрубить ей голову перед захоронением. В ходе разговора Балиан замечает на груди священника крест, тайком снятый последним с тела покойной супруги. В гневе от такого отношения к его покойной супруге, Балиан пронзает священника мечом и бросает его тело в огонь, заодно сжигая кузницу. На следующий день он догоняет Годфрида и его рыцарей. Вечером, по приказу епископа в лагерь прибывает деревенский шериф, племянник Годфрида, вместе с солдатами, с целью отдать Балиана под суд за его преступление. Крестоносцы затевают бой с солдатами, в котором Годфрид оказывается смертельно ранен. Отряд достигает Мессины на Сицилии, откуда отплывают паломники на Восток. Годфрид умирает, перед этим посвятив Балиана в рыцари и передав свой титул.
На пути в Иерусалим корабль крестоносцев попадает в шторм и терпит кораблекрушение. Балиан оказывается единственным выжившим, добравшимся до берега. В пустыне его встречают некий знатный сириец и его слуга Имад. Сириец пытается убедить Балиана отдать ему коня, так как он на его земле, но рыцарь отказывается и в результате поединка убивает сирийца, а слугу пленит. Имад сопровождает Балиана в Иерусалим, где последний освобождает его и дарит своего коня. Рыцарь посещает Голгофу, где молится всю ночь. На следующий день Балиана находят слуги Годфрида и сопровождают его в поместье отца. Он знакомится с посетившей поместье принцессой Сибиллой, сестрой короля, и с самим прокажённым королём Балдуином IV. Балиан и рыцарь-госпитальер, подручный его отца, вместе с Тиберием, военачальником Иерусалима, обсуждают события на святой Земле. Тиберий заявляет, что Саладин (Салах ад-Дин, султан Египта) и король с трудом сохраняют шаткий мир, который ежедневно нарушают фанатики, прибывающие из Европы, во главе с Рено де Шатильоном и Ги де Лузиньяном, мужем Сибиллы, стремящиеся выполнить призыв Папы убивать мусульман.
Король отправляет Балиана во владения его отца в Палестине. Он занимается благоустройством края, помогая жителям построить оросительную систему. Под мудрым руководством Балиана запущеная земля его отца превращается в цветущий край. В 1187 году его навещает Сибилла, которая признаётся ему в любви.
На следующее утро из Иерусалима приходит весть, что Саладин направляет огромное войско на замок Керак, принадлежащий Рене де Шатильону, так как караван сарацинов был разграблен тамплиерами. Балиан и его рыцари вступают в схватку с превосходящей по численности армией противника, чтобы защитить мирных жителей, не успевших укрыться в крепости. Большинство воинов Балиана погибает, но они выполняют свой долг, король с созванным войском успевает подойти к Кераку.
Король заключает с Саладином мир и приказывает арестовать Рено де Шатильона, однако ввиду долгого похода умирает спустя несколько дней. Став королём, Ги де Лузиньян приказывает освобождённому из тюрьмы Рено де Шатильону начать гонения на мусульман. Тамплиеры вырезают тысячи невинных арабов и даже сестру Саладина. Прибывший в Иерусалим посол требует сдачи Иерусалима и выдачи тамплиеров, однако новый король казнит посла. Он собирает войско под эгидой Крестового Похода и идёт войной на сарацинов. Из-за отсутствия близлежащих источников, половина войска гибнет в пути. Саладин с огромной армией поджидает крестоносцев у холмов Хаттин, где в кровопролитной битве уничтожает христианское войско. Новоиспечённый король попадает в плен, а Рене де Шатильона казнит лично султан. Балиан и Тиберий после битвы приезжают к Хаттину. Тиберий с досадой и отчаяньем заявляет, что надежды отстоять Иерусалим нет, после чего отправляется на остров Кипр. С Балианом остаётся только горстка рыцарей, ввиду чего он дарует рыцарские титулы оруженосцам и мещанам. Немногочисленный гарнизон Иерусалима готовится к осаде. Салах-ад-Дин направляет войско на Иерусалим. Рыцари отчаянно защищают город и, благодаря тактическому мастерству Балиана, а также самоотверженности жителей, им удаётся устоять перед войском Саладина. Саладин начинает переговоры, в результате которых Балиан сдаёт город при условии сохранения жизни рыцарям и мирным жителям. Саладин с триумфом входит в Иерусалим, а Имад возвращает Балиану подаренного коня.
Балиан вместе с Сибиллой, отказавшейся от короны, возвращается во Францию. По пути в Мессину в кузницу Балиана приезжает Ричард I Львиное Сердце, в поисках Балиана, защитника Иерусалима, чтобы взять его с собой в новый поход на Салах-ад-Дина. Но Балиан отвечает, что он простой кузнец. Король уезжает. Вместе с Сибиллой Балиан отправляется навстречу новой жизни. Проезжая мимо могилы жены, он на некоторое время останавливается, после чего продолжает путь, что свидетельствует о том, что он сумел простить себя и готов начать жизнь с чистого листа.

### Отличия версий
В театральной версии фильма, в отличие от режиссёрской, отсутствует ряд сюжетных уточнений:
- во французском замке около деревни, куда заезжает Годфрид, живёт его брат, богатый феодал.
- предводитель рыцарей епископа — это племянник Годфрида, мечтающий от него избавиться и путём наследства в дальнейшем завладеть его состоянием.
- сюжет с малолетним королём Балдуином V. В режиссёрской версии показано его обучение, коронация и участие в государственных делах. Мальчик, так же как и его дядя, болен проказой, в связи с чем Сибилла решается на отравление сына из-за нежелания видеть его дальнейшие страдания, имея перед собой пример его предшественника. Слёзы Сибиллы, как выясняется, связаны с горем по утрате именно сына, а не брата. Вопрос Рене де Шатильона «Король на небесах?» к Ги де Лузиньяну также относится к мальчику, а не к его дяде, так как тот уточняет, что «его мать всё время проводит в часовне».

## В ролях
| Актёр                  | Роль                                |
| ---------------------- | ----------------------------------- |
| Орландо Блум           | Балиан II Ибелин                    |
| Ева Грин               | Сибилла Иерусалимская               |
| Джереми Айронс         | Тиберий                             |
| Мартон Чокаш           | Ги де Лузиньян                      |
| Эдвард Нортон          | король Балдуин IV Иерусалимский     |
| Брендан Глисон         | Рено де Шатильон                    |
| Гассан Массуд          | Салах ад-Дин                        |
| Лиам Нисон             | Годфрид Ибелинский                  |
| Дэвид Тьюлис           | госпитальер                         |
| Александр Сиддиг       | Имад                                |
| Майкл Шин              | священник, сводный брат Балиана     |
| Джон Финч              | патриарх Иерусалима Ираклий         |
| Николай Костер-Вальдау | деревенский шериф, племянник Готфри |
| Кевин Маккидд          | английский сержант в Мессине        |
| Иэн Глен               | Ричард I Львиное Сердце             |

## Отзывы

### Зарубежные отзывы
После выхода фильм был воспринят неоднозначно, мнения критиков разделились. Благосклонно оценил картину Роджер Эберт, который отметил её визуальный стиль и признал мораль сюжета более глубокой, чем у «Гладиатора», режиссёром которого также является Ридли Скотт.
Игра актёров удостоилась высоких оценок. Журналист Джек Мур описал игру Эдварда Нортона в роли прокажённого короля Балдуина как «феноменальную» и «настолько далёкую от всего, что он когда-либо делал, что теперь мы увидели истинную многогранность его таланта». Сирийского актёра Гассана Масуда хвалили за роль Саладина. Также были отмечены Ева Грин, которая играет принцессу Сибиллу «с долей хладнокровия, бросающей вызов её окружению», а также роль Джереми Айронса.

### Российская критика
Историк-медиевист Александр Дворкин отмечает, что, по его мнению, в фильме грубейшим образом искажаются исторические факты: «Достаточно привести лишь один пример. Главный отрицательный герой, крестоносец Ги Лузиньянский, король Иерусалимский, оказывается, по замыслу авторов, главой ордена тамплиеров. При этом он получает корону, вступив в брак с овдовевшей королевой. Конечно, о том, что Ги Лузиньянский никаким тамплиером не был, люди могут и не знать. Но что тамплиеры — это монашеский орден, а монашество и брак несовместимы, должен знать любой мало-мальски образованный человек. Увы, историческая правда, логика и здравый смысл были принесены авторами в жертву развлекательности».